# Station St Margarets (Hertfordshire)
St Margarets (Hertfordshire) is een spoorwegstation van National Rail in East Hertfordshire in Engeland. Het station is eigendom van Network Rail en wordt beheerd door Greater Anglia. 